# Kargil
Kargil – miasto w północnych Indiach, w terytorium związkowym Ladakh (do 2019 w stanie Dżammu i Kaszmir). Drugie pod względem liczby ludności miasto w Ladakhu (po Leh), liczące w roku 2011 16 388 mieszkańców. Leży nad rzeką Suru. Większość mieszkańców stanowią muzułmanami (ok. 78%), ponadto żyją w nim wyznacy hinduizmu (ok. 19%) oraz małe grupy  buddystów i sikhów. Są wymieszanymi potomkami ludów dardyjskich i Tybetańczyków